# Авес (остров)
А́вес  (исп. Isla de Aves — «Птичий остров») — крошечный островок в Карибском море, принадлежащий Венесуэле. Расположен к западу от Наветренных островов.

## География
Остров площадью 4,5 га имеет размеры 375 м в длину и не более 50 м в ширину и поднимается над уровнем моря максимум на 4 м. Иногда во время сильных штормов и ураганов он полностью затопляется морем. Остров расположен в 160 км к юго-западу от Монтсеррата, в 100 км к западу от Доминики и в 480 км к северу от побережья Венесуэлы.
Поверхность острова песчаная, местами покрытая редкой растительностью. Остров находится под угрозой полного размывания, и венесуэльские власти рассматривают проекты его укрепления, чтобы не потерять права на эксклюзивную экономическую зону вокруг острова. В результате воздействия урагана Аллен в 1980 году остров оказался разделён на две части, однако вскоре они снова соединились намытой течениями песчаной перемычкой.
На острове останавливаются для отдыха или гнездования множество морских птиц; здесь также откладывают яйца зелёные морские черепахи (Chelonia mydas). Крошечный остров играет огромную роль в сохранении популяции зелёной морской черепахи — это одно из немногих мест, где этот вид черепах откладывает яйца. С июля по сентябрь от 350 до 600 самок черепах прибывают на остров со всего Карибского региона. В 1972 году остров объявлен заповедником дикой природы.
Из-за малой высоты над уровнем моря остров очень опасен для судоходства, в его окрестностях произошло множество кораблекрушений. Венесуэла содержит на острове военно-морскую исследовательскую станцию.
Не следует путать этот остров с островами Авес (исп. Archipiélago Las Aves), лежащими гораздо ближе к венесуэльскому побережью.

## Суверенитет
Ни одна страна официально не оспаривает права Венесуэлы на остров. Однако некоторые карибские государства (в частности, Доминика) возражают против установления вокруг острова 200-мильной эксклюзивной экономической зоны, ссылаясь на конвенцию ООН по морскому праву 1982 года (которую Венесуэла не подписывала). Эта конвенция запрещает установление экономической зоны шире 12 морских миль вокруг малых изолированных ненаселённых островов. В последнее время[когда?] Доминика всерьёз рассматривает возможность официального возобновления претензий на суверенитет над островом.

## История

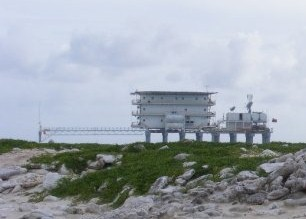
Здания военно-морской исследовательской станции «Симон Боливар»

Остров был впервые открыт Аваро Сансе (исп. Avaro Sanzze) в 1584; он объявил остров владением Испании, однако сам на нём не высаживался. Позже права на острова предъявляли Испания, Великобритания, Португалия и Нидерланды. Спор о принадлежности, возникший между Нидерландами и Венесуэлой в 1854, был передан для арбитража испанской королеве Изабелле II, которая 30 июня 1865 года вынесла решение в пользу Венесуэлы. С 1878 года на острове работали американские добытчики гуано. Разработки прекратились в 1912 году в связи с истощением запасов.

В 1950 году венесуэльская экспедиция, состоящая из двух катеров береговой охраны и транспортного судна, высадила на остров группу солдат, закрепив, таким образом, статус острова как территории Венесуэлы. В 1978 году венесуэльский военно-морской флот основал на острове постоянно действующую военно-морскую исследовательскую станцию «Симон Боливар». В 2004 году военные расширили станцию, построив для неё специальное помещение на высоких сваях, которому не так страшны карибские штормы. На острове постоянно работает группа учёных и военных специалистов.